# Constituição do Paquistão
A Constituição da República Islâmica do Paquistão (em urdu:  آئین پاکستان), também conhecida como Constituição de 1973, é a lei suprema do Paquistão. Elaborado pelo governo de Zulfiqar Ali Bhutto, com assistência adicional dos partidos de oposição do país, foi aprovado pelo Parlamento em 10 de abril e ratificado em 14 de agosto de 1973.
A Constituição pretende guiar a lei do Paquistão, sua cultura política e sistema. Identifica o estado (sua existência física e suas fronteiras), as pessoas e seus direitos fundamentais, as leis e ordens constitucionais do estado e também a estrutura constitucional e o estabelecimento das instituições e das forças armadas do país. Os primeiros três capítulos estabelecem as regras, mandato e poderes separados dos três ramos do governo: uma legislatura bicameral ; um ramo executivo governado pelo primeiro-ministro como chefe do executivo; e um judiciário federal de ponta chefiado pelo Supremo Tribunal Federal. A Constituição designa o Presidente do Paquistão como Chefe de Estado cerimonial que deve representar a unidade do Estado. Os primeiros seis artigos da constituição descrevem o sistema político como sistema de república parlamentar federal; bem como o Islã como sua religião oficial. A Constituição também contém disposições que estipulam a conformidade do sistema legal com as injunções islâmicas contidas no Alcorão e na Sunnah.
O Parlamento não pode fazer quaisquer leis que possam ser repugnantes ou contrárias à Constituição, no entanto a própria Constituição pode ser alterada por uma maioria de dois terços em ambas as casas do Parlamento bicameral, ao contrário dos documentos legais anteriores de 1956 e 1962. Ele foi emendado ao longo do tempo e os impulsos mais recentes para atualizações e reformas políticas foram emendados. Embora implementado em 1973, o Paquistão, no entanto, celebra a adoção da constituição em 23 de março - quando o primeiro conjunto foi promulgado em 1956 - a cada ano como Dia da República.

## Origens e antecedentes históricos
Em um discurso de rádio dirigido ao povo do Paquistão, transmitido em fevereiro de 1948, Jinnah expressou suas opiniões sobre a futura constituição do Paquistão da seguinte forma:
A Constituição do Paquistão ainda não foi elaborada pela Assembleia Constituinte do Paquistão. Não sei qual será a forma definitiva da constituição, mas tenho certeza de que será de tipo democrático, incorporando os princípios essenciais do Islã. Hoje, eles são tão aplicáveis na vida real quanto eram há 1300 anos. O Islã e seu idealismo nos ensinaram a democracia. Ensinou igualdade ao homem, justiça e jogo limpo para todos. Somos os herdeiros dessas tradições gloriosas e estamos plenamente atentos às nossas responsabilidades e obrigações como autores da futura constituição do Paquistão.Original (em inglês): The Constitution of Pakistan is yet to be framed by the Pakistan Constituent Assembly, I do not know what the ultimate shape of the constitution is going to be, but I am sure that it will be of a democratic type, embodying the essential principles of Islam. Today these are as applicable in actual life as these were 1300 years ago. Islam and its idealism have taught us democracy. It has taught equality of man, justice and fair play to everybody. We are the inheritors of these glorious traditions and are fully alive to our responsibilities and obligations as framers of the future constitution of Pakistan.  (em inglês)
O país tornou-se uma república quando sua primeira constituição foi aprovada em 1956, mas esta foi revogada em 1958 após um golpe de estado militar .  A segunda constituição do Paquistão foi aprovada em 1962. Concedeu poder executivo ao presidente e aboliu o cargo de primeiro-ministro. Também institucionalizou a intervenção dos militares na política ao prever que, durante vinte anos, o presidente ou o ministro da defesa devem ser pessoas que ocuparam um posto não inferior ao de tenente-general do exército. A constituição de 1962 foi suspensa em 1969 e revogada em 1972.
A constituição de 1973 foi a primeira no Paquistão a ser elaborada por representantes eleitos. Ao contrário da constituição de 1962, deu ao Paquistão uma democracia parlamentar com o poder executivo concentrado no gabinete do primeiro-ministro, e o chefe de estado formal - o presidente - limitado a agir sob o conselho do primeiro-ministro.
A Constituição afirma que todas as leis devem estar em conformidade com as injunções do Islã conforme estabelecidas no Alcorão e na Sunnah. A Constituição de 1973 também criou certas instituições como o Tribunal Shariat e o Conselho de Ideologia Islâmica para canalizar a interpretação e a aplicação do Islã.

## Convenção constitucional
Depois que Bangladesh foi formado em 1971, o PPP formou o governo e promulgou parcialmente a constituição de 1962. O presidente Zulfikar Ali Bhutto convocou uma convenção constitucional e convidou os líderes de todos os partidos políticos a se encontrarem com ele em 17 de abril de 1972. Líderes e especialistas constitucionais dos partidos políticos islâmicos, partidos conservadores, socialistas e partidos comunistas foram delegados para comparecer à convenção constitucional de 1972.

### Elaboração e ratificação
Os especialistas em direito, analistas constitucionais e clérigos de renome do país trabalharam na formulação de uma constituição que eles esperavam que representasse a vontade e o desejo do povo. Ao contrário das tentativas anteriores, a convenção não se destinava a novas leis ou alterações graduais, mas ao "único e expresso propósito de revisar os artigos de 1956 ".  Além disso, a convenção não se limitou à religião, às exigências do governo e à preservação do Estado; ao contrário, pretendia manter a delicadeza no comércio, finanças, emissão de empréstimos à federação e separação de poderes .  Várias idéias-chave da filosofia de John Locke e disposições islâmicas sobre direitos civis foram trocadas na Constituição.
A Constituição acabou estabelecendo um Parlamento bicameral, com a Assembleia Nacional como câmara baixa e o Senado como câmara alta . Também estabeleceu a forma parlamentar de governo com o primeiro-ministro como chefe de governo ; a Assembleia Nacional eleita que representa genuinamente a vontade do povo.  A Constituição realmente manteve um equilíbrio delicado entre tradicionalistas e modernistas e refletiu pesados compromissos sobre os direitos religiosos fundamentais no país.  Os direitos fundamentais, liberdade de expressão, religião, imprensa, movimento, associação, pensamento e intelectual, vida, liberdade e propriedade e direito de portar armas foram introduzidos na nova Constituição. O Islã foi declarado como religião oficial do Paquistão.  A geografia e a estátua da fronteira do país foram redefinidas e "o Paquistão seria uma Federação de Quatro Províncias".  A Constituição foi escrita no sentido de representar o Islã conservador, além de refletir um pesado compromisso sobre os direitos religiosos e as ideias de humanismo, defendidas pelos extremistas de esquerda do PPP .
Em 20 de outubro de 1972, o projeto foi revivido por todos os líderes dos partidos políticos e assinou a declaração de adoção da Constituição na Assembleia Nacional em 2 de fevereiro de 1973. Ratificada por unanimidade em 19 de abril de 1973, a Constituição entrou em vigor em 14 de agosto de 1973.  No mesmo dia, o voto bem-sucedido do movimento de confiança no Parlamento endossou Zulfikar Bhutto como primeiro-ministro eleito , após renunciar à presidência após nomear Fazal-i-Ilahi para esse cargo.

## Estrutura

### Direitos fundamentais
Ao contrário dos artigos de 1956 e 1962, várias ideias da Constituição eram novas e garantiam segurança a cada cidadão do Paquistão. A primeira parte da Constituição introduziu a definição de Estado, a ideia de vida, liberdade e propriedade, igualdade individual, proibição da escravidão, preservação de línguas, direito a um julgamento justo, e forneceu salvaguarda quanto à prisão e detenção, além de fornecer salvaguardas contra discriminação nos serviços.
A cláusula de devido processo legal da Constituição foi parcialmente baseada na Common Law britânica, uma vez que muitos fundadores e especialistas jurídicos do país seguiram a tradição jurídica britânica. Os direitos fundamentais são supremos na Constituição e qualquer lei que seja ultra vires os direitos fundamentais pode ser anulada pelos tribunais superiores na sua jurisdição constitucional que lhes é conferida pelo artigo 199 da Constituição.

## Emendas
Ao contrário dos documentos anteriores, a Constituição não pode ser alterada, em vez disso, emendas constitucionais são aprovadas; alterando seu efeito. As emendas à Constituição são feitas através do Parlamento, onde uma maioria de dois terços e votação são necessárias em ambas as casas para que uma emenda constitucional entre em vigor, de acordo com a Constituição. Além disso, certas emendas que dizem respeito à natureza federal da Constituição devem ser ratificadas pela maioria das legislaturas estaduais.
A de 2019, 25 emendas foram feitas à Constituição. Entre as mais importantes estão a Oitava (1985) e a Décima Sétima Emendas (2004), que mudaram o governo de um sistema parlamentarista para um sistema semi-presidencialista. De longe, a maior mudança na Constituição foi a Décima Oitava Emenda feita em 2010, que reverteu essas expansões dos poderes presidenciais, retornando o governo a uma república parlamentar, e também definiu qualquer tentativa de subverter, revogar ou suspender a constituição como um ato de alta traição.

## Signatários
Todos os MNAs (lista completa) assinaram a Constituição, exceto Mian Mahmud Ali Kasuri, Dr. Abdul Hayee Baloch, Abdul Khaliq Khan, Haji Ali Ahmed Khan e Nizamuddin Haider. Sahibzada Muhammad Nazeer Sultan é atualmente o último membro da Assembleia Nacional que também foi eleito Membro da Assembleia Nacional nas eleições de 1970 e foi um dos últimos signatários da Constituição de 1973 da República Islâmica do Paquistão.